# Guido Pagliuca
Guido Pagliuca (Cecina, 17 febbraio 1976) è un allenatore di calcio ed ex calciatore italiano di ruolo difensore, tecnico dell'Empoli.

## Biografia
Ha lavorato come banconista nella GDO a Cecina, prima di dedicarsi esclusivamente alla carriera da tecnico.

## Caratteristiche tecniche

### Giocatore
Era un terzino destro.

### Allenatore
Le squadre di Pagliuca sono solitamente disposte con un 4-3-3 o un 3-5-2.

## Carriera
A 28 anni ha lasciato il calcio – dopo aver giocato alcuni anni nelle serie minori – a causa di un grave infortunio. Inizia la carriera da tecnico nel 2004, nelle giovanili del Rosignano Sei Rose. Nel 2005 viene ingaggiato dal Cecina per allenare le formazioni giovanili. Nel 2007 subentra alla guida della prima squadra, impegnata nel campionato di Serie D, in sostituzione di Roberto Galbiati.
Nel 2010 lascia la squadra, alle prese con gravi inadempienze finanziarie, accasandosi al Borgo a Buggiano, con cui a fine stagione vince il campionato, conquistando una storica promozione tra i professionisti. Il 31 luglio 2011 viene ingaggiato dal Gavorrano, in Lega Pro Seconda Divisione. Il 17 novembre viene esonerato dopo una serie di risultati negativi.
Dopo una breve esperienza sulla panchina del Bogliasco D'Albertis, il 10 luglio 2013 viene annunciato il suo ingaggio da parte della Lucchese, in Serie D. Il 4 maggio 2014 la squadra viene promossa in Lega Pro. Per il tecnico toscano si tratta del secondo campionato vinto in Serie D. In estate rinnova il contratto con la Lucchese fino al 2015. Il 17 novembre 2014 viene sollevato dall'incarico.
L'8 ottobre 2015 sostituisce Attilio Bardi sulla panchina dell'Imolese, in Serie D. Termina la stagione al sesto posto. Il 13 settembre 2016 viene nominato tecnico del Real Forte Querceta, neopromosso in Serie D, centrando la salvezza diretta. Il 4 maggio 2017 rinnova il contratto con la società versiliese fino al 2018. Il 18 settembre viene esonerato dopo aver ottenuto un punto in 3 partite. Il 7 giugno 2018 viene ingaggiato dal Ghivizzano, in Serie D. Il 19 marzo 2019 viene sollevato dall'incarico.
L'8 ottobre 2019 entra nello staff tecnico di Marco Baroni, tecnico della Cremonese, in qualità di vice allenatore. L'8 gennaio 2020 Baroni e il suo staff vengono sollevati dall'incarico. Il 25 luglio 2020 firma un contratto annuale con la Pianese, in Serie D. Il 13 aprile 2021 viene esonerato per motivi disciplinari.
Il 9 agosto 2021 torna sulla panchina della Lucchese, in Serie C, firmando un contratto biennale. Il 28 aprile 2022 rinnova il contratto con la Lucchese fino al 2024. Il 29 giugno, dopo aver guidato la squadra all'ottavo posto in classifica – qualificandosi ai play-off, in cui i rossoneri vengono eliminati al primo turno dal Gubbio – risolve consensualmente il contratto che lo legava ai toscani, firmando un contratto pluriennale con il Siena, in Serie C. Termina la stagione al nono posto, ma a causa di una penalizzazione di sei punti comminata al club per inadempienze finanziarie, il Siena viene declassato al dodicesimo posto in classifica, mancando la qualificazione ai play-off. In estate la squadra viene esclusa dal campionato di Serie C a causa di irregolarità nelle pratiche di iscrizione.
Il 26 giugno 2023 viene annunciato il suo ingaggio da parte della Juve Stabia, in Serie C. L'8 aprile 2024 vince il campionato con tre giornate d'anticipo, conquistando la promozione in Serie B. Il 16 settembre 2024 rinnova il contratto con la Juve Stabia fino al 2026. Proprio in virtù della promozione della Juve Stabia in Serie B, il 24 marzo 2025 riceve a Coverciano la Panchina d'oro di allenatore della Serie C. La squadra di Pagliuca accede matematicamente ai play-off quando mancano due giornate alla fine del campionato regolare terminato al quinto posto con 55 punti, miglior piazzamento di sempre per la squadra campana. Ai play-off, la squadra arriva fino alla semifinale, venendo poi eliminata per mano della Cremonese. Il 10 giugno 2025, risolve consensualmente il proprio contratto con la Juve Stabia.
Il 16 giugno 2025, Pagliuca viene ufficialmente ingaggiato come nuovo tecnico dell'Empoli, neo retrocesso in Serie B, con cui firma un contratto biennale.

## Statistiche

### Presenze e reti nei club
| Stagione        | Squadra         | Campionato      | Campionato | Campionato | Coppe nazionali | Coppe nazionali | Coppe nazionali | Coppe continentali | Coppe continentali | Coppe continentali | Altre coppe | Altre coppe | Altre coppe | Totale | Totale |
| Stagione        | Squadra         | Comp            | Pres       | Reti       | Comp            | Pres            | Reti            | Comp               | Pres               | Reti               | Comp        | Pres        | Reti        | Pres   | Reti   |
| --------------- | --------------- | --------------- | ---------- | ---------- | --------------- | --------------- | --------------- | ------------------ | ------------------ | ------------------ | ----------- | ----------- | ----------- | ------ | ------ |
| 1993-1994       | Cecina          | C2              | 5          | 0          | -               | -               | -               | -                  | -                  | -                  | -           | -           | -           | 5      | 0      |
| 1994-1995       | Cecina          | C2              | 17         | 0          | -               | -               | -               | -                  | -                  | -                  | -           | -           | -           | 17     | 0      |
| 1995-1996       | Cecina          | C2              | 2          | 0          | -               | -               | -               | -                  | -                  | -                  | -           | -           | -           | 2      | 0      |
| Totale carriera | Totale carriera | Totale carriera | 24         | 0          |                 | 0               | 0               |                    | -                  | -                  |             | -           | -           | 24     | 0      |

### Statistiche da allenatore
Statistiche aggiornate al 25 maggio 2025. In grassetto le competizioni vinte.
| Stagione                   | Squadra                    | Campionato                 | Campionato | Campionato | Campionato | Campionato | Coppe nazionali | Coppe nazionali | Coppe nazionali | Coppe nazionali | Coppe nazionali | Coppe continentali | Coppe continentali | Coppe continentali | Coppe continentali | Coppe continentali | Altre coppe | Altre coppe | Altre coppe | Altre coppe | Altre coppe | Totale | Totale | Totale | Totale | % Vittorie | Piazzamento       |
| Stagione                   | Squadra                    | Comp                       | G          | V          | N          | P          | Comp            | G               | V               | N               | P               | Comp               | G                  | V                  | N                  | P                  | Comp        | G           | V           | N           | P           | G      | V      | N      | P      | %          | Piazzamento       |
| -------------------------- | -------------------------- | -------------------------- | ---------- | ---------- | ---------- | ---------- | --------------- | --------------- | --------------- | --------------- | --------------- | ------------------ | ------------------ | ------------------ | ------------------ | ------------------ | ----------- | ----------- | ----------- | ----------- | ----------- | ------ | ------ | ------ | ------ | ---------- | ----------------- |
| gen.-giu. 2008             | Cecina                     | D                          | 16+2       | 4          | 7+1        | 5+1        | CI-D            | -               | -               | -               | -               | -                  | -                  | -                  | -                  | -                  | -           | -           | -           | -           | -           | 18     | 4      | 8      | 6      | 22,22      | Sub., 14º (retr.) |
| 2008-2009                  | Cecina                     | D                          | 38         | 13         | 13         | 12         | CI-D            | 4               | 2               | 0               | 2               | -                  | -                  | -                  | -                  | -                  | -           | -           | -           | -           | -           | 42     | 15     | 13     | 14     | 35,71      | 10º               |
| 2009-2010                  | Cecina                     | D                          | 38         | 11         | 15         | 12         | CI-D            | 1               | 0               | 0               | 1               | -                  | -                  | -                  | -                  | -                  | -           | -           | -           | -           | -           | 39     | 11     | 15     | 13     | 28,21      | 11º               |
| Totale Cecina              | Totale Cecina              | Totale Cecina              | 94         | 28         | 36         | 30         |                 | 5               | 2               | 0               | 3               |                    | -                  | -                  | -                  | -                  |             | -           | -           | -           | -           | 99     | 30     | 36     | 33     | 30,30      |                   |
| 2010-2011                  | Borgo a Buggiano           | D                          | 34+2       | 19+0       | 12+1       | 3+1        | CI-D            | 4               | 2               | 2               | 0               | -                  | -                  | -                  | -                  | -                  | -           | -           | -           | -           | -           | 40     | 21     | 15     | 4      | 52,50      | 1º (prom.)        |
| ago.-nov. 2011             | Gavorrano                  | 2D                         | 16         | 5          | 5          | 6          | CI-LP           | 5               | 1               | 3               | 1               | -                  | -                  | -                  | -                  | -                  | -           | -           | -           | -           | -           | 21     | 6      | 8      | 7      | 28,57      | Eson.             |
| 2012-gen. 2013             | Bogliasco D'Albertis       | D                          | 18         | 5          | 6          | 7          | CI-D            | 5               | 2               | 2               | 1               | -                  | -                  | -                  | -                  | -                  | -           | -           | -           | -           | -           | 23     | 7      | 8      | 8      | 30,43      | Eson.             |
| 2013-2014                  | Lucchese                   | D                          | 34+3       | 26+1       | 4+2        | 4          | CI-D            | 3               | 2               | 1               | 0               | -                  | -                  | -                  | -                  | -                  | -           | -           | -           | -           | -           | 40     | 29     | 7      | 4      | 72,50      | 1º (prom.)        |
| ago.-nov. 2014             | Lucchese                   | LP                         | 13         | 3          | 3          | 7          | CI-LP           | 2               | 0               | 2               | 0               | -                  | -                  | -                  | -                  | -                  | -           | -           | -           | -           | -           | 15     | 3      | 5      | 7      | 20,00      | Eson.             |
| 2015-2016                  | Imolese                    | D                          | 32         | 17         | 7          | 8          | CI-D            | -               | -               | -               | -               | -                  | -                  | -                  | -                  | -                  | -           | -           | -           | -           | -           | 32     | 17     | 7      | 8      | 53,13      | Sub., 6º          |
| 2016-2017                  | Real Forte Querceta        | D                          | 32         | 12         | 11         | 9          | CI-D            | -               | -               | -               | -               | -                  | -                  | -                  | -                  | -                  | -           | -           | -           | -           | -           | 32     | 12     | 11     | 9      | 37,50      | Sub., 9º          |
| ago.-set. 2017             | Real Forte Querceta        | D                          | 3          | 0          | 1          | 2          | CI-D            | 1               | 0               | 1               | 0               | -                  | -                  | -                  | -                  | -                  | -           | -           | -           | -           | -           | 4      | 0      | 2      | 2      | &0,00      | Eson.             |
| Totale Real Forte Querceta | Totale Real Forte Querceta | Totale Real Forte Querceta | 35         | 12         | 12         | 11         |                 | 1               | 0               | 1               | 0               |                    | -                  | -                  | -                  | -                  |             | -           | -           | -           | -           | 36     | 12     | 13     | 11     | 33,33      |                   |
| 2018-mar. 2019             | Ghivizzano                 | D                          | 31         | 15         | 7          | 9          | CI-D            | 1               | 0               | 1               | 0               | -                  | -                  | -                  | -                  | -                  | -           | -           | -           | -           | -           | 32     | 15     | 8      | 9      | 46,88      | Eson.             |
| 2020-apr. 2021             | Pianese                    | D                          | 25         | 8          | 10         | 7          | -               | -               | -               | -               | -               | -                  | -                  | -                  | -                  | -                  | -           | -           | -           | -           | -           | 25     | 8      | 10     | 7      | 32,00      | Eson.             |
| 2021-2022                  | Lucchese                   | C                          | 38+1       | 12         | 14         | 12+1       | CI-C            | 1               | 0               | 0               | 1               | -                  | -                  | -                  | -                  | -                  | -           | -           | -           | -           | -           | 40     | 12     | 14     | 14     | 30,00      | 8º                |
| Totale Lucchese            | Totale Lucchese            | Totale Lucchese            | 89         | 42         | 23         | 24         |                 | 6               | 2               | 3               | 1               |                    | -                  | -                  | -                  | -                  |             | -           | -           | -           | -           | 95     | 44     | 26     | 25     | 46,32      |                   |
| 2022-2023                  | Siena                      | C                          | 38         | 11         | 17         | 10         | CI-C            | 1               | 0               | 0               | 1               | -                  | -                  | -                  | -                  | -                  | -           | -           | -           | -           | -           | 39     | 11     | 17     | 11     | 28,21      | 12º               |
| 2023-2024                  | Juve Stabia                | C                          | 38         | 22         | 13         | 3          | CI-C            | 3               | 1               | 1               | 1               | -                  | -                  | -                  | -                  | -                  | SC-C        | 2           | 0           | 1           | 1           | 43     | 23     | 15     | 5      | 53,49      | 1º (prom.)        |
| 2024-2025                  | Juve Stabia                | B                          | 38+3       | 14+2       | 13         | 11+1       | CI              | 1               | 0               | 0               | 1               | -                  | -                  | -                  | -                  | -                  | -           | -           | -           | -           | -           | 42     | 16     | 13     | 13     | 38,10      | 5º                |
| Totale Juve Stabia         | Totale Juve Stabia         | Totale Juve Stabia         | 79         | 38         | 26         | 15         |                 | 4               | 1               | 1               | 2               |                    | -                  | -                  | -                  | -                  |             | 2           | 0           | 1           | 1           | 85     | 39     | 28     | 18     | 45,88      |                   |
| 2025-2026                  | Empoli                     | B                          | 0          | 0          | 0          | 0          | CI              | 1               | 0               | 1               | 0               | -                  | -                  | -                  | -                  | -                  | -           | -           | -           | -           | -           | 1      | 0      | 1      | 0      | &0,00      | in corso          |
| Totale carriera            | Totale carriera            | Totale carriera            | 493        | 200        | 162        | 131        |                 | 33              | 10              | 14              | 9               |                    | -                  | -                  | -                  | -                  |             | 2           | 0           | 1           | 1           | 528    | 210    | 177    | 141    | 39,77      |                   |

## Palmarès

### Allenatore

#### Club

##### Competizioni interregionali
- Serie D: 2

Borgo a Buggiano: 2010-2011 (Girone D)
Lucchese: 2013-2014 (Girone D)

##### Competizioni nazionali
- Serie C: 1

Juve Stabia: 2023-2024 (Girone C)

#### Individuale
- Panchina d'oro Serie C: 1

2023-2024